# 1622 na literatura

## Nascimentos
| Data        | Nome          | Profissão | Nacionalidade | Observações | Ref |
| ----------- | ------------- | --------- | ------------- | ----------- | --- |
| 17 de Abril | Henry Vaughan | poeta     | Inglaterra    | m. 1695     |     |

## Mortes
| Data | Nome                     | Profissão | Nacionalidade | Observações | Ref |
| ---- | ------------------------ | --------- | ------------- | ----------- | --- |
| ?    | Francisco Rodrigues Lobo | poeta     | Portugal      | n.?         |     |